# Dolichopeza aquila
Dolichopeza aquila är en tvåvingeart som beskrevs av Alexander 1963. Dolichopeza aquila ingår i släktet Dolichopeza och familjen storharkrankar. Inga underarter finns listade i Catalogue of Life.